# 陳德旺
陳德旺（1910年10月22日—1984年12月3日），台灣台北市人，台灣日治時期知名美術家，後從事教職。

## 生平
陳德旺於1925年就讀台北一中期間，為日籍美術家鹽月桃甫學生。後前往中國天津同文書院就讀，1927年回台於石川欽一郎旗下學畫。1930年，前往日本東京深造，並習畫於安井曾太郎。1938年於台北組行動美術集團，畫作多著重於印象畫與美術應用。
二戰後，他多於高中任美術教職，並籌畫多項美術展覽，以培育美術人才為主。1984年病逝於台北。

## 外部連結
- 陳德旺 - 台灣美術拼圖 （页面存档备份，存于）